# Far Cry New Dawn
Far Cry New Dawn este un joc shooter first-person din 2019, dezvoltat de Ubisoft Montreal și publicat de Ubisoft. Este un spin-off și continuare a jocului Far Cry 5 și a douăsprezecea tranșă din seria Far Cry. Amplasat la șaptesprezece ani după unul dintre finalurile lui Far Cry 5, care a văzut comitatul fictiv Hope County, Montana devastat de un schimb nuclear cunoscut sub numele de „Colaps”, jocul urmărește un grup de supraviețuitori care încearcă să își reconstruiască comunitatea și să învingă o bandă de bandiți vicioși. Jucătorii își asumă rolul unui căpitan de securitate anonim care, la fel ca șeriful adjunct din Far Cry 5, este tăcut și foarte personalizabil. New Dawn prezintă majoritatea elementelor de joc preexistente ale seriei, inclusiv o lume deschisă vastă, capturarea de avanposturi și companioni AI sau cooperativi; de asemenea, introduce mai multe elemente din genul RPG, cum ar fi o bază actualizabilă și o dependență crescută față de crafting din provizii limitate.
Far Cry New Dawn a fost lansat pe plan global pentru PlayStation 4, Windows și Xbox One pe 15 februarie 2019. A primit recenzii în general mixte, fiind apreciat pentru modul de joc, dar criticat pentru narațiune și asemănările cu Far Cry 5. Vânzările jocului au fost mai mici decât cele ale lui Far Cry 5 și Far Cry Primal.

## Gameplay
Similar ca predecesorii săi, Far Cry New Dawn este joc de tip acțiune-aventură first-person, plasat într-un mediu open-world, pe care jucătorul îl poate explora liber pe jos sau cu ajutorul diferitelor vehicule. Jocul se desfășoară în comitatul fictiv Hope County, Montana și folosește o versiune reinterpretată a hărții din Far Cry 5. Războiul nuclear prezentat în Far Cry 5 a remodelat peisajul, astfel încât noi zone au devenit disponibile pentru ca jucătorul să le exploreze, în timp ce altele au devenit inaccesibile. Flora și fauna din Hope County au suferit, de asemenea, modificări, peisajul fiind dominat acum de flori colorate și locuit de animale mutante. Chiar și cerul de deasupra comitatului Hope County s-a schimbat, cu o auroră permanentă care sugerează o modificare semnificativă a câmpului magnetic al Pământului.
Jucătorul preia rolul unui nou personaj, al cărui gen și etnie pot fi personalizate. Sistemele Guns for Hire și Fangs for Hire din Far Cry 5 revin, permițându-i personajului să recruteze supraviețuitori umani și animale pentru asistență în luptă. Pe lângă noi personaje, distribuția jocului include o serie de personaje care revin din Far Cry 5. Jucătorul poate întâlni, de asemenea, câțiva specialiști care au propriile misiuni personale, abilități speciale și povești, ajutându-l pe jucător să își repare armele. Jocul introduce noi arme, inclusiv un "Lansator de Ferăstraie" care trage cu lame de fierăstrău circular. Jucătorii pot obține noi arme și accesorii, care pot fi upgradate la trei niveluri diferite prin crafting și finalizarea misiunilor. De asemenea, vehiculele pot fi create prin crafting.
Jucătorii pot porni în căutări de comori și pot elibera diferite tabere și avanposturi inamice. Odată eliberate, acestea devin puncte de călătorie rapidă, permițându-le jucătorilor să navigheze rapid prin lume. Aceste avanposturi pot fi ocupate și folosite pentru a produce combustibil din etanol sau jefuite pentru resurse, ceea ce le lasă vulnerabile la o "escaladare," unde Highwaymen pot revendica aceste tabere. Acest lucru permite jucătorului să rejoace avanposturile la setări de dificultate mai mari. Jocul dispune, de asemenea, de o bază denumită Prosperity, care se poate upgrada și crește treptat în dimensiune pe măsură ce jucătorii progresează. Far Cry New Dawn include și un mod numit "Expediții," care permite jucătorului să călătorească în alte locații din Statele Unite, precum Louisiana, pentru a căuta mai multe resurse și pachete. Deoarece aceste regiuni sunt externe hărții principale și au dimensiuni mai mici, echipa de dezvoltare a putut crea medii mai complexe pentru Expediții. Misiunile de Expediție pot fi finalizate împreună cu alți jucători.

## Rezumat

### Cadru
Povestea are loc la șaptesprezece ani după unul dintre finalurile posibile ale lui Far Cry 5. După schimbul nuclear cunoscut sub numele de "Colaps" care a devastat lumea, supraviețuitorii încearcă să reconstruiască comunitatea din Hope County. Eforturile lor se concentrează pe Prosperity, un oraș construit pe ruinele fermei lui John Seed. Supraviețuitorii sunt amenințați de Highwaymen, o bandă itinerantă de bandiți organizați. Highwaymen sunt organizați în capitole, iar liderul local al acestora este format din surorile gemene Mickey și Lou (cu vocile actrițelor Cara Ricketts⁠(d) și Leslie Miller). Highwaymen terorizează zona, forțând supraviețuitorii să se supună și jefuind resursele comunităților înainte de a se muta mai departe. Rămășițele Proiectului de la Eden's Gate — antagoniștii din Far Cry 5 — și-au înființat propria comunitate numită New Eden (Noul Eden). Aceștia au renunțat la majoritatea formelor de tehnologie modernă și s-au izolat în nordul comitatului Hope County. În ciuda faptului că îmbrățișează învățăturile lui Joseph Seed, New Eden este zguduită de diviziuni interne apărute după dispariția lui Joseph. Jocul marchează, de asemenea, revenirea Șerifului Adjunct (Deputy), acum unul dintre adepții lui Joseph cunoscut sub numele de Judecător (Judge), și a lui Joseph Seed (Greg Bryk), protagonistul și principalul antagonist al lui Far Cry 5, respectiv. Jucătorul preia rolul unui nou personaj numit "Căpitan de Securitate", care face parte dintr-un grup ce călătorește prin țară pentru a ajuta alte grupuri de supraviețuitori aflați în nevoie.
Far Cry New Dawn folosește o versiune mai mică a hărții comitatului Hope County prezentată în Far Cry 5. Secțiuni mari din nordul și estul comitatului Hope sunt inaccesibile din cauza radiațiilor. Unele zone din nord pot fi accesate pe parcursul campaniei principale. Multe dintre locațiile individuale din Far Cry 5 au fost regândite, fie fiind revendicate de natură, fie reutilizate de către Highwaymen. Unele dintre aceste locații au zone noi pe care jucătorul le poate explora, cum ar fi sisteme de peșteri, buncăre sau clădiri.

### Poveste
În 2035, după ce Hope County și restul lumii sunt devastate de un război nuclear, supraviețuitorii care s-au adăpostit subteran încep să iasă la suprafață și să reconstruiască societatea. Supraviețuitorii din Hope County întemeiază așezarea Prosperity, însă sunt atacați rapid de către Highwaymen. Disperată după ajutor, Carmina Rye (Reina Hardesty), fiica lui Nick (Steve Byers⁠(d)) și Kim Rye (Mayko Nguyen⁠(d)), apelează la Thomas Rush (Patrick Garrow), liderul unui grup care reconstruiește comunități din toată America. Rush și Căpitanul răspund chemării, însă sunt atacați de Highwaymen și confruntați de Mickey (Cara Ricketts) și Lou (Leslie Miller), surorile gemene care conduc banda. Gemenele încearcă să-l recruteze forțat pe Rush, dar acesta refuză și îl aruncă pe Căpitan în râul din apropiere.
Carmina îl scoate pe Căpitan din râu și îi informează că gemenele au plecat cu Rush ca prizonier. Carmina și Căpitanul călătoresc spre Hope County pentru a primi îndrumări de la Kim, care îi sfătuiește să exploreze comitatul, să unească supraviețuitorii împrăștiați și să dezvolte Prosperity la un nivel în care să se poată apăra de Highwaymen. Căpitanul pleacă în căutarea de resurse și specialiști pentru Prosperity, reușind în cele din urmă să îl salveze pe Rush. Furioși de îndrăzneala celor de la Prosperity, Highwaymen ripostează și atacă așezarea, provocând daune și pierderi serioase. Având în vedere că Prosperity nu este în stare să suporte încă un atac, Rush sugerează formarea unei alianțe cu un alt grup de supraviețuitori, grupul New Eden condus de Joseph Seed (Greg Bryk). Kim ezită să aibă încredere în Joseph, însă Carmina este convinsă că acesta s-a schimbat.
Fără alte opțiuni, Căpitanul pornește să negocieze cu New Eden. Ei recuperează Cartea, biblia personală a lui Joseph, și o predau lui Ethan (Kyle Gatehouse), conducătorul actual al New Eden și fiul lui Joseph. Ethan dezvăluie că Joseph a dispărut cu mult timp în urmă și este supărat din cauza abandonului. Apoi acceptă o alianță cu Prosperity cu condiția ca Căpitanul să aducă dovezi ale morții lui Joseph. Căpitanul călătorește spre nord pe urmele lui Joseph și îl găsește trăind ca un pustnic în sălbăticie. Joseph îl întâmpină pe Căpitan ca pe un salvator profețit și dezvăluie că, în urma războiului nuclear, a făcut tot posibilul să își ispășească acțiunile din trecut. Joseph îi oferă Căpitanului un măr dintr-un copac sacru, care declanșează o halucinație puternică în care Căpitanul este forțat să lupte cu o personificare bestială a propriului suflet. După ce învinge bestia și se trezește, Căpitanul se întoarce la New Eden cu Joseph, având acum abilități numite Darul Edenului. Împotriva dorințelor lui Ethan, Joseph desemnează Căpitanul drept păstor al New Eden și își angajează forțele, printre care se numără Judecătorul, Șeriful Adjunct din jocul anterior care își ascunde identitatea din rușine și vinovăție pentru distrugerea Hope County, pentru a lupta împotriva Highwaymen.
În acest timp, Rush este din nou capturat de Highwaymen, dar în timp ce Căpitanul merge să-l salveze, surorile gemene îl execută. Acest lucru declanșează Darul Edenului, oferindu-i Căpitanului o forță supraomenească și permițându-i să le bată pe gemene până când este doborât de un foc de armă. Crezând că este mort, gemenele decid să investigheze New Eden pentru a descoperi sursa forței Căpitanului. Căpitanul recuperează trupul lui Rush și îl îngroapă la Prosperity. Pentru a afla ce urmează să plănuiască gemenele, Căpitanul se infiltrează într-o întâlnire a Highwaymen, unde descoperă că Ethan a decis să trădeze New Eden, promițând să le arate gemenelor locația fructului sacru în schimbul incendierii New Eden. Căpitanul se confruntă cu gemenele la New Eden și le învinge, rezultând în moartea lui Lou și o Mickey plină de remușcări care fie este executată, fie cruțată. Între timp, Ethan ignoră avertismentele lui Joseph și mănâncă unul dintre merele sacre, dar declanșează o transformare inumană în corpul său, forțând Căpitanul să-l omoare. Realizând că acțiunile sale aduc doar moarte și distrugere, Joseph dă foc copacului sacru și roagă Căpitanul să-l omoare, lucru pe care acesta îl poate alege să-l facă sau nu. Dacă o face, copacul în flăcări începe să se rupă imediat. Dacă nu, Joseph este lăsat să se jelească după eliberare, în timp ce Căpitanul pleacă (dacă zona este vizitată ulterior, Joseph a dispărut).
La întoarcerea la Prosperity, Căpitanul își celebrează victoria împreună cu Carmina la mormântul lui Rush. Carmina declară că, în ciuda greutăților și pierderilor, există totuși speranță pentru viitor.

## Dezvoltare
Far Cry New Dawn este dezvoltat de Ubisoft Montreal împreună cu Ubisoft Kyiv⁠(d), Ubisoft Bucharest și Ubisoft Shanghai⁠(d). Conform directorului artistic Issac Papismado, echipa a dorit de mult timp să creeze un joc post-apocaliptic în seria Far Cry. Echipa a evitat intenționat un ton întunecat și sumbru deoarece simțeau că ar fi un clișeu și a decis să creeze o lume vibrantă. Amplasat la șaptesprezece ani după Far Cry 5, lumea trece printr-o "super-înflorire" în care natura recapătă lumea și oferă jocului o paletă de culori vii. Pentru a oferi Highwaymen o identitate vizuală, echipa l-a invitat pe artistul din Montreal, Zilon, să creeze arta și graffiti-ul jocului. Similar cu Far Cry 3: Blood Dragon și Far Cry Primal, jocul este o producție mai mică în comparație cu intrările principale ale seriei, o decizie reflectată de prețul mai mic de lansare al jocului. Jocul rulează pe motorul Dunia 2.
Anunțat la The Game Awards 2018, jocul a fost lansat pentru PlayStation 4, Windows și Xbox One pe 15 februarie 2019.

## Recepție
Far Cry New Dawn a primit recenzii „mixte sau medii” pentru versiunile PlayStation 4 și PC și recenzii "în general favorabile" pentru versiunea de Xbox One, conform agregatorului de recenzii Metacritic.
Recenzia PC Gamer pentru Far Cry New Dawn subliniază similaritățile cu alte jocuri Far Cry („Luptele sunt la fel de frenetice și distractive ca în ultimele jocuri Far Cry”), în special Far Cry 5 („Practic e din nou Far Cry 5, doar la o scară mai mică și cu mai multe flori roz”). Criticul VG247 observă și reutilizarea materialelor din Far Cry 5, dar susține că jocul „introduce suficiente idei noi și misiuni reușite pentru a merita eticheta sa apocaliptică.” Daemon Hatfield, scriind pentru IGN, a acordat jocului un scor de 7.5/10, cu următorul rezumat al recenziei: „Ubisoft ar fi putut să facă mai mult pentru a reîmprospăta Hope County pentru Far Cry: New Dawn, dar totuși există un element distractiv, haotic de care să te bucuri aici." Alyse Stanley de la Polygon a criticat disonanța narativă a jocului, dar a spus că funcționează bine ca un „sandbox anarhic” cu un gameplay satisfăcător și întâlniri aleatorii „hilare”.

### Vânzări
În Japonia, în săptămâna lansării, s-au vândut 26.285 de unități fizice ale jocului. Conform datelor Chart-Track⁠(d), a fost cel mai bine vândut joc retail din Marea Britanie în săptămâna lansării, deși vânzările sale au fost semnificativ mai mici decât Far Cry 5 și derivatul Far Cry Primal. A fost al doilea cel mai bine vândut joc retail din Elveția în săptămâna lansării.

### Premii
Jocul a fost nominalizat la premiul Tin Pan Alley pentru Cea Mai Bună Muzică într-un Joc la New York Game Awards și pentru "Coloana Sonoră Dramatică Originală, Franciză" și "Interpretare într-o Dramă, Rol Principal" cu Cara Ricketts la premiile NAVGTR.